# Via Radio
Vía Radio es una emisora de radio gallega. Vía Radio se define como joven, alegre, dinámica y espontánea. Fue la primera emisora musical 100% gallega, con programas y locutores en directo. Cuenta con diferentes frecuencias cubriendo las zonas de Vigo, El Morrazo, Bajo Miño, Norte de Portugal, Salnés-Barbanza, Pontevedra, Condado-Paradanta, Lalín-Silleda, Santiago de Compostela y A Coruña.

## Sintonización
Vía Radio emite en FM en los siguientes diales: Vigo 102.7, Pontevedra 106.0, Condado-Paradanta 94.7, Bajo Miño 102.5, Villagarcía 102.5, Santiago de Compostela 102.7 y Coruña 107.5, además de en su web https://via-radio.com/. También emite a través de la Televisión Digital Terrestre (TDT).

## Enlaces
- Página web oficial de Vía Radio
- Facebook oficial de Vía Radio
- Instagram oficial de Vía Radio
- Twitter oficial de Vía Radio